# Saúdskoarabská hokejová reprezentace
Hokejová reprezentace Saúdské Arábie je národní hokejové mužstvo Saúdské Arábie. Saúdská Arábie dosud není členem Mezinárodní federace ledního hokeje a nemůže se proto účastnit mistrovství světa ani zimních olympijských her. Hlavním trenérem je Petr Vecko, bývalý hráč HC Smíchov 1913.

## Mezistátní utkání Saúdské Arábie
| Datum      | Místo  | Událost                                                    | Soupeř  | Výsledek             | Branky |
| ---------- | ------ | ---------------------------------------------------------- | ------- | -------------------- | ------ |
| 25.05.2010 | Kuvajt | Mistrovství Perského zálivu v ledním hokeji 2010           | Kuvajt  | 3:10 (0:4, 1:2, 2:4) | ?      |
| 27.05.2010 | Kuvajt | Mistrovství Perského zálivu v ledním hokeji 2010           | SAE     | 1:14 (0:3, 0:3, 1:8) | ?      |
| 29.05.2010 | Kuvajt | Mistrovství Perského zálivu v ledním hokeji 2010           | Omán    | 3:1                  | ?      |
| 23.05.2022 | Kuvajt | Lední hokej na Sportovních hrách Rady Perského zálivu 2022 | SAE     | 1:5 (0:3, 1:2, 0:0)  | ?      |
| 25.05.2022 | Kuvajt | Lední hokej na Sportovních hrách Rady Perského zálivu 2022 | Bahrajn | 6:2 (3:0, 2:0, 1:2)  | ?      |
| 26.05.2022 | Kuvajt | Lední hokej na Sportovních hrách Rady Perského zálivu 2022 | Kuvajt  | 7:5 (1:1, 2:1, 4:3)  | ?      |

## Historie
Saúdští Arabové poprvé hráli lední hokej na počátku 90. let 20. století. Hrálo se v Rijádu na Fal Shopping Center Ice Rink, kluzišti o velikosti 1/3 velikosti standardního kluziště v Severní Americe. V roce 1994 bylo pět Saúdů součástí týmu složeného převážně z krajánků z Kanady a Finska. Tento konkrétní tým byl vítězem Canuck Cupu, který se konal v Dubaji. Členem týmu byl princ Ahmed Al-Saud. Saúdskoarabská hokejová reprezentace odehrála svůj první zápas v roce 2010 na Mistrovství Perského zálivu v ledním hokeji, které se konalo v Kuvajtu. Poté se reprezentace objevila na turnaji až v roce 2022 na Sportovních hrách Rady Perského zálivu. V roce 2023 na Kazaňském a Arabský pohár v ledním hokeji byla Saúdská Arábie neoficiálně zastoupena klubovým týmem Jeddah Eagles.